# 辻しのぶ (1968年生の俳優)
辻 しのぶ（つじ しのぶ、本名：忍、1968年5月10日 - ）は、エール所属の女優。東京都出身。東京都立新宿高等学校卒業。身長159cm。特技はジャズダンス・ピアノ。

## 出演

### テレビドラマ

#### NHK総合
- 夢暦長崎泰行（1996年） - 芸者しの 役
- 寺子屋ゆめ指南（1997年） - 女スリお初 役
- 遠い親戚近くの他人？（1999年） - OL 役
- 連続テレビ小説 梅ちゃん先生（2012年） - 患者 役
- 主婦カツ!（2018年） - 明日香の母 役

#### 日本テレビ
- 大追跡 - OL 役
- 永遠の仔（2000年、日本テレビ/東北新社クリエイツ） - 婦警 役
- すいか（2003年） - 看護師 役
- 六月の花嫁『化身』（2005年6月21日） - 田代涼子 役
- ギャルサー（2006年） - アナウンサー 役
- 14才の母（2006年） - 最終回SP 主婦 役
- 働きマン（2007年） - 母親 役
- おせん（2008年） - 客 役
- OLにっぽん（2008年） - 女主人 役
- Mother（2010年） - 看護師 役
- 悪夢ちゃん（2012年） - 記者 役

#### TBS
- 愛と野望の独眼竜 伊達政宗（1995年） - 侍女 役
- 高原へいらっしゃい（2003年） - 根本和代 役
- 罠の交差点（2008年）- 看護師 役
- ゴッドハンド輝（2009年、TBS/MMJ） - 良子の母親 役
- ぼくの妹（2009年） - 田村伸子 役
- 弁護士 一之瀬凛子2（2010年） - 山口早苗 役
- 捜し屋★諸星光介が走る! 第5作（2010年）- バーのママ 役
- ハンマーセッション！（2010年、TBS/東宝） - 坂本聡子 役
- 渡る世間は鬼ばかり 最終シリーズ 第29話（2011年5月19日） - 葉子の母親 役
- 金スマスペシャル～フジコ・ヘミング物語～（2010年） - フジコの母親 役
- 新春ドラマ特別企画「赤い指〜『新参者』加賀恭一郎再び!」（2011年1月3日） - 若き日の前原政恵 役
- 冬のサクラ（2011年） - 看護師 役
- もう一度君に、プロポーズ（2012年、TBS/共同テレビ） - 幼稚園の先生 役
- 半沢直樹（2013年） - 夫人 役
- 刑事のまなざし 第3話（2013年） - 看護師 役[3]
- 湯けむりバスツアー桜庭さやかの事件簿７（2016年） - 須田紀代子 役
- 義母と娘のブルース（2018年） - 社員 役
- 集団左遷‼︎（2019年） - 頭取秘書 役

#### フジテレビ
- 君の瞳をタイホする！（1988年） - 女子大生 役
- 世にも奇妙な物語～あなたの物語～（2005年4月12日、フジテレビ/共同テレビ） - 真美の母親 役
- 曲がり角の彼女（2005年、関西テレビ/MMJ） - 女性客 役
- 山おんな壁おんな（2007年） - 客 役
- 任侠ヘルパー（2009年） - 看護師 役
- Real Clothes（2009年10月27日、関西テレビ） - 第3話 客 役
- まっすぐな男（2010年、関西テレビ/MMJ） - 恵子 役
- 美しい隣人 第8話（2011年、関西テレビ/MMJ） - 瀧野由利 役
- GTO 完結編～さらば鬼塚！卒業スペシャル～ （2013年4月2日、関西テレビ/MMJ） - 遥の母 役
- ブラック・プレジデント（2014年、関西テレビ） - 妻 役
- 健康で文化的な最低限度の生活（2018年9月11日、関西テレビ/MMJ） - 第9話 ミナの母 役
- モンスター 第1話（2024年10月14日、関西テレビ・フジテレビ系） - 川野紗江の母 役

#### テレビ朝日
- ビートたけしのTVタックル - OL 役
- 氷点2001（2001年、テレビ朝日/MMJ） - 蕎麦屋店員 役
- 爆竜戦隊アバレンジャー（2003年 - 2004年） - キャスター 役
- 特捜戦隊デカレンジャー（2004年） - ケンタの母親 役
- 魔法戦隊マジレンジャー 第3話・4話（2005年） - 主婦 役
- 特命係長 只野仁 3rdシーズン（2007年、テレビ朝日/MMJ） - 看護師 役
- 仮面ライダー電王 第5話・6話（2007年） - 大輝の母親 役
- 生徒諸君!教師編（2007年、ABC/テレビ朝日） - 看護師 役
- オトコの子育て（2007年、ABC/テレビ朝日） - 母親 役
- 相棒 season8 第14話（2010年2月3日、テレビ朝日/東映） ‐ クラブのママ 役
- おトメさん（2013年、テレビ朝日/MMJ） - 大林美枝 役
- スミカスミレ 45歳若返った女 第8話（2016年、テレビ朝日/MMJ） - 真白祥子 役
- 越路吹雪物語（2018年、テレビ朝日/MMJ） - 水野篤子 役
- 緊急取調室（2019年） ‐ 北山聡子 役

#### テレビ東京
- 最上の命医 第2話（2011年1月17日、テレビ東京/東宝） - 立花美幸 役

#### NHK BSプレミアム
- 新南部大吉交番日記（1999年8月）- 主婦 役
- 明治開化 新十郎探偵帖（2020年） - 第4話 山賀都美 役

#### QVC
- マードゥレクス商品TV通販

### 配信ドラマ
- 主夫メゾン（2021年、製作：テレビ朝日/MMJ、TELASA）- 由紀子 役

### CM

#### テレビ
- 日産 リバティー「噂のオプション5万円～」（2001年） - 母 役
- ヤマサ醤油「ぽん酢しょうゆ」（2002年）

### 舞台
- 少年隊ミュージカル「SHOCK」（1991年7月4日 - 7月28日・青山劇場）
- スターライト・ムーンライト（1992年・芸術劇場）
- 新・アンの愛情（1993年3月20日 - 3月29日・日本青年館）
- スターライト・ムーンライト（1993年・芸術劇場）
- 細川たかし特別公演（御園座） - 仲居 役
- 花の元禄後始末（1994年・三越劇場） - 女中お咲 役
- 華やぎの糸（1995年）三越劇場 - 道子役
- 田村正和特別公演 「新・刀化粧」（1995年・新橋演舞場）
- 恋山彦（1997年7月4日 - 1997年7月31日・新橋演舞場） - すま 役
- 96'フェードル（博品館劇場） - パノーブ 役
- 葵の上・卒塔婆小町（パルコ劇場）

### 映画
- 孤立していませんか、あなたの子育て（東映教育） - 藤村弘子 役